# 2023-as magyar fedett pályás atlétikai bajnokság
A 2023-as magyar fedett pályás atlétikai bajnokság a 49. bajnokság volt, melyet február 18. és február 19. között rendeztek Nyíregyházán, a Nyíregyházi Atlétikai Centrumban. A többpróba számait február 11 és 12-én tartották meg a BOK Sportcsarnokban.

## Naptár
Az ob eseményei helyi idő szerint (UTC +01:00):
| február 18., szombat | február 18., szombat         | február 19., vasárnap | február 19., vasárnap  |
| Idő                  | Esemény                      | Idő                   | Esemény                |
| -------------------- | ---------------------------- | --------------------- | ---------------------- |
| 14:30                | megnyitó                     | 12:50                 | rúdugrás férfi         |
| 14:45                | hármasugrás férfi            | 12:55                 | hármasugrás női        |
| 14:50                | rúdugrás női                 | 13:00                 | 60 m gát női (ief)     |
| 14:55                | 60 m női (ief)               | 13:20                 | 60 m gát férfi (ief)   |
| 15:10                | 60 m férfi (ief)             | 14:00                 | 60 m gát női (döntő)   |
| 15:55                | 60 m női (B-A döntő)         | 14:20                 | 60 m gát férfi (döntő) |
| 16:10                | 60 m férfi (B-A döntő)       | 14:35                 | távolugrás férfi       |
| 16:20                | távolugrás női               | 14:40                 | 200 m női (if.)        |
| 16:35                | 1500 m női (if.)             | 15:00                 | 200 m férfi (if.)      |
| 16:45                | súlylökés női                | 15:20                 | 800 m női (if.)        |
| 16:50                | 1500 m férfi (if.)           | 15:30                 | magasugrás női         |
| 17:20                | 400 m női (if.)              | 15:35                 | 800 m férfi (if.)      |
| 17:35                | magasugrás férfi             | 16:05                 | 3000 m női (if.)       |
| 17:40                | 400 m férfi (if.)            | 16:25                 | 3000 m férfi (if.)     |
| 18:05                | 3000 m gyaloglás női (if.)   | 17:05                 | 4 × 400 m női (if.)    |
| 18:10                | súlylökés férfi              | 17:25                 | 4 × 400 m férfi (if.)  |
| 18:30                | 5000 m gyaloglás férfi (if.) |                       |                        |

____
Magyarázat:
• if = időfutam • ief = előfutam

## Eredmények

### Férfiak
| Versenyszám      | Arany                                                     | Arany    | Ezüst                                                                           | Ezüst    | Bronz                                                          | Bronz    |
| ---------------- | --------------------------------------------------------- | -------- | ------------------------------------------------------------------------------- | -------- | -------------------------------------------------------------- | -------- |
| 60 m             | Illovszky Dominik BHSE                                    | 6,70     | Máté Tamás FTC                                                                  | 6,72     | Szabó Dániel ARAK UP Akadémia                                  | 6,80     |
| 200 m            | Máté Tamás FTC                                            | 20,75    | Wahl Zoltán TSC-Geotech                                                         | 21,37    | Bundschu Patrik Vasas                                          | 21,48    |
| 400 m            | Molnár Attila FTC                                         | 46,66    | Enyingi Patrik FTC                                                              | 46,89    | Bánóczy Árpád Vasas                                            | 48,38    |
| 800 m            | Vindics Balázs UTE                                        | 1:47,83  | Huller Dániel VSD                                                               | 1:49,51  | Kiss Gergő Xavér SVSE                                          | 1:49,87  |
| 1500 m           | Kiss Gergő Xavér SVSE                                     | 3:45,95  | Szögi István SVSE                                                               | 3:46,02  | Kovács Ferenc SVSE                                             | 3:48,04  |
| 3000 m           | Palkovits István KARC                                     | 7:59,35  | Kovács Ferenc SVSE                                                              | 8:05,29  | Lomb Ádám PVSK                                                 | 8:24,38  |
| 60 m gát         | Szeles Bálint Egri Sportiskola SE                         | 7,70     | Nagy Richárd BHSE                                                               | 7,92     | Eszes Dániel VSD                                               | 7,93     |
| 4 × 400 m váltó  | Máté Tamás Enyingi Patrik Kalácska Áron Molnár Attila FTC | 3:13,72  | Birovecz Ben Jordán Szilveszter Marcell Vindics Balázs Birovecz Bátor Péter UTE | 3:17,96  | Takács Gergő Molnár Csaba Solymári Máté Kovács Ádám Ikarus BSE | 3:20,53  |
| 5000 m gyaloglás | Venyercsán Bence BHSE                                     | 20:08,65 | Tóth Norbert H. Szondi SE                                                       | 21:15,01 | Csontos Imre BEAC                                              | 21:21,61 |
| magasugrás       | Bakosi Péter NYSC                                         | 219 cm   | Török Gergely DSC-SI                                                            | 216 cm   | Guth Mátyás MATE-GEAC                                          | 212 cm   |
| rúdugrás         | Böndör Márton AC Bonyhád                                  | 512 cm   | Kéri Tamás Ikarus BSE                                                           | 480 cm   | Bánházi Botond MATE-GEAC                                       | 470 cm   |
| távolugrás       | Gerics Roland TSC-Geotech                                 | 7,39 m   | Pázmándi Dominik Szolnoki MÁV-SE                                                | 7,28 m   | Salamon András TSC-Geotech                                     | 7,22 m   |
| hármasugrás      | Pap Kristóf FTC                                           | 16,04 m  | Szenderffy Dániel VSD                                                           | 15,59 m  | Galambos Tibor FTC                                             | 15,41 m  |
| súlylökés        | Tóth Balázs NYSC                                          | 17,97 m  | Kovács László Ikarus BSE                                                        | 17,81 m  | Horváth Márk Győri Atlétikai Club                              | 16,91 m  |
| hétpróba         | Gálpál Zsombor Bp. Honvéd                                 | 5234     | Gábris Dávid KSI                                                                | 4705     | Katonai Norbert Ferencvárosi TC                                | 4367     |

### Nők
| Versenyszám      | Arany                                                                | Arany    | Ezüst                                                | Ezüst    | Bronz                                                             | Bronz    |
| ---------------- | -------------------------------------------------------------------- | -------- | ---------------------------------------------------- | -------- | ----------------------------------------------------------------- | -------- |
| 60 m             | Kocsis Anna Szolnoki MÁV-SE                                          | 7,31     | Csóti Jusztina FTC                                   | 7,39     | Takács Boglárka BHSE                                              | 7,40     |
| 200 m            | Molnár Janka TSC-Geotech                                             | 23,84    | Csóti Jusztina FTC                                   | 23,85    | Sulyán Alexa MATE-GEAC                                            | 23,85    |
| 400 m            | Molnár Janka TSC-Geotech                                             | 53,72    | Nádházy Evelin MATE-GEAC                             | 54,18    | Rapai Fanni Ikarus BSE                                            | 54,48    |
| 800 m            | Bartha-Kéri Bianka SVSE                                              | 2:01,95  | Kis Petra Békéscsabai AC                             | 2:09,89  | Muszil Ágnes ZALASZÁM-ZAC                                         | 2:10,10  |
| 1500 m           | Urbán Zita BHSE                                                      | 4:28,46  | Farkas-Ohn Kinga BEAC                                | 4:28,75  | Varga Gréta SVSE                                                  | 4:30,11  |
| 3000 m           | Böhm Lilla BHSE                                                      | 9:23,42  | Urbán Zita BHSE                                      | 9:33,02  | Varga Gréta SVSE                                                  | 9:36,19  |
| 60 m gát         | Kerekes Gréta DSC-SI                                                 | 8,06     | Tóth Anna DVTK                                       | 8,11     | Sorok Klaudia BHSE                                                | 8,39     |
| 4 × 400 m váltó  | Simon Virág Dobránszky Laura Kriszt Sarolta Nádházy Evelin MATE-GEAC | 3:38,00  | Mohai Regina Mátó Sára Erdei Tamara Ferencz Anna MTK | 3:48,00  | Mórocz Boglárka Tóth Fruzsina Decker Szonja Füleky Dorottya Vasas | 3:48,16  |
| 3000 m gyaloglás | Kovács Alexandra Békéscsabai AC                                      | 13:45,71 | Spiller Tiziana BHSE                                 | 13:56,38 | Erdős Judit BHSE                                                  | 14:24,39 |
| magasugrás       | Fekete Fédra BHSE                                                    | 184 cm   | Szabó Barbara MTK                                    | 182 cm   | Bátori Lilianna Vasas                                             | 179 cm   |
| rúdugrás         | Klekner Hanga Csenge DSC-SI                                          | 420 cm   | Garamvölgyi Petra PVSK                               | 420 cm   | Gebauer Maja KSI SE                                               | 400 cm   |
| távolugrás       | Lesti Diana TSC-Geotech                                              | 6,39 m   | Bánhidi-Farkas Petra BHSE                            | 6,35 m   | Rózsahegyi Bori TSC-Geotech                                       | 6,30 m   |
| hármasugrás      | Szabó Beatrix MTK                                                    | 13,02 m  | Nyisztor Petra NYSC                                  | 12,91 m  | Áts Viktória TSC-Geotech                                          | 12,38 m  |
| súlylökés        | Márton Anita Békéscsabai AC                                          | 17,68 m  | Veiland Violetta SZVSE                               | 16,20 m  | Beregszászi Renáta SZVSE                                          | 15,17 m  |
| ötpróba          | Krizsán Xénia MTK                                                    | 4439     | Szűcs Szabina Bp. Honvéd                             | 4293     | Barna Patrícia KARC                                               | 3561     |